# Model nordycki

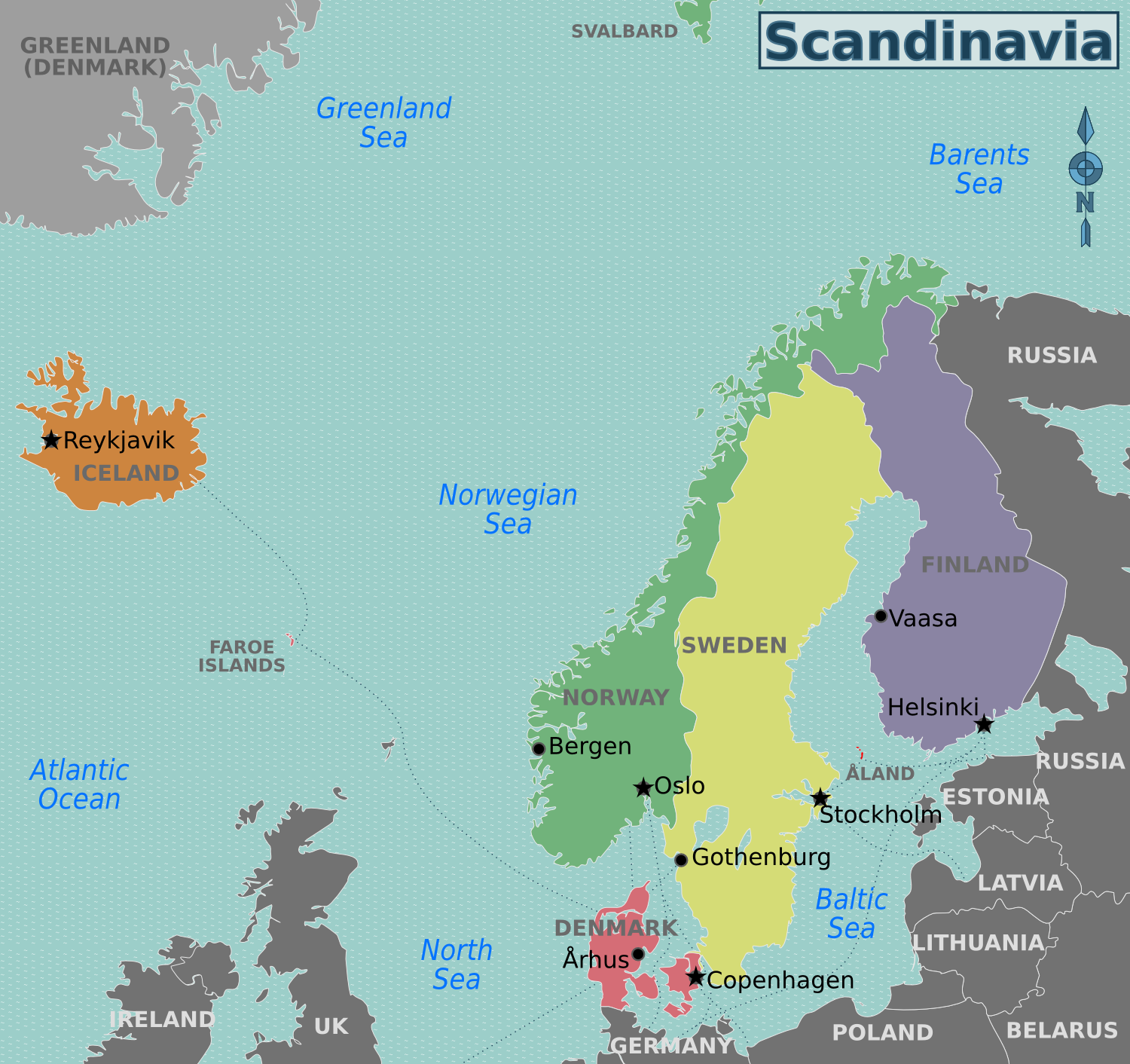
Kraje nordyckie

Model nordycki – obejmuje politykę gospodarczą i społeczną oraz praktyki kulturowe wspólne dla krajów nordyckich (Dania, Finlandia, Islandia, Norwegia i Szwecja). Obejmuje on kompleksowe państwo opiekuńcze i wielopoziomowe negocjacje zbiorowe oparte na ekonomicznych podstawach kapitalizmu wolnorynkowego, z wysokim odsetkiem uzwiązkowionych pracowników i dużym odsetkiem ludności zatrudnionej w sektorze publicznym (ok. 30% siły roboczej). Model nordycki zaczął zyskiwać na znaczeniu po II wojnie światowej.
Trzy kraje skandynawskie są nominalnie monarchiami, podczas gdy Finlandia i Islandia są republikami od XX wieku. Obecnie kraje skandynawskie są określane jako wysoce demokratyczne i wszystkie posiadają jednoizbową formę rządów i stosują proporcjonalną reprezentację w swoich systemach wyborczych. Choć między krajami nordyckimi istnieją znaczne różnice, wszystkie one mają pewne cechy wspólne. Należą do nich m.in. wspieranie uniwersalistycznego państwa opiekuńczego, którego celem jest zwiększenie autonomii jednostki i promowanie mobilności społecznej; system korporacyjny obejmujący trójstronny układ, w którym przedstawiciele pracowników i pracodawców negocjują za pośrednictwem rządu płace i politykę rynku pracy; oraz zobowiązanie do prywatnej własności (z pewnymi zastrzeżeniami) w ramach gospodarki mieszanej opartej na zasadach rynkowych.
Charakterystyczną cechą modelu skandynawskiego jest neokorporatystyczny system negocjacji zbiorowych. W związku z zanikiem fundamentów strukturalnych, jakie stworzył powojenny kapitalizm i globalizacja, tradycyjny model nordycki podupada. Od lat 80. zmniejszył się wpływ zorganizowanej siły roboczej, wycofały się systemy negocjacji zbiorowych, a także ograniczono wydatki socjalne, deregulację i rozszerzono prywatyzację usług publicznych.
Od 2018 r. wszystkie kraje nordyckie zajmują wysokie pozycje w indeksie HDI skorygowanym o nierówność i Global Peace Index. W 2019 roku wszystkie pięć krajów nordyckich znalazło się w pierwszej dziesiątce rankingu World Happiness Report.

## Historia
Model skandynawski opiera się na „wielkim kompromisie” pomiędzy pracownikami i pracodawcami, którego inicjatorami były partie rolnicze i pracownicze w latach 30. ubiegłego wieku. Po długim okresie kryzysu gospodarczego i walki klasowej, „wielki kompromis” posłużył jako fundament nordyckiego modelu organizacji dobrobytu i rynku pracy po II wojnie światowej. Kluczowymi cechami modelu nordyckiego była scentralizowana koordynacja negocjacji płacowych między pracodawcami a organizacjami pracowniczymi, określana jako partnerstwo społeczne, a także zapewnienie pokojowego sposobu rozwiązywania konfliktu klasowego między kapitałem a pracą.
Choć często wiąże się to z zarządzaniem socjaldemokratycznym, to jednak rodzicielstwo modelu nordyckiego w rzeczywistości wynika z połączenia głównie socjaldemokratycznych i (w Finlandii i Islandii również) centrycznych i prawicowych partii politycznych oraz zaufania społecznego, które wyłoniło się z „wielkiego kompromisu” między kapitałem a pracą. Wpływ każdego z tych czynników na każdy kraj nordycki był inny, ponieważ partie socjaldemokratyczne odgrywały większą rolę w kształtowaniu modelu nordyckiego w Szwecji i Norwegii, podczas gdy w Islandii i Finlandii znacznie większą rolę w kształtowaniu modeli społecznych swoich krajów odgrywały partie polityczne prawicowe.
W następstwie zaburzeń równowagi gospodarczej w latach 80. i kryzysów finansowych w latach 90., które doprowadziły do bardziej restrykcyjnej polityki budżetowej, najbardziej widocznej w Szwecji i na Islandii, wycofano politykę w zakresie zabezpieczenia społecznego i negocjacji płacowych. Niemniej jednak wydatki socjalne pozostały w tych krajach wysokie w porównaniu ze średnią europejską.

### Norwegia
Norweski „wielki kompromis” powstał w odpowiedzi na kryzys z początku lat 30. XX wieku między konfederacją związków zawodowych a Norsk Arbeidsgiverforening, uzgadniając krajowe standardy w relacjach między pracownikami a kapitałem ludzkim i tworząc podstawy społecznej harmonii przez cały okres trwania kompromisów. W okresie między latami 80. a 90. w Norwegii przeprowadzono w tym samym czasie więcej neoliberalnych reform i urynkowienia niż w Szwecji, przy czym tradycyjne fundamenty wspierania „socjaldemokratycznego kompromisu” były specyficzne dla zachodniego kapitalizmu w latach 1945-1973.
Od 2007 r. państwo norweskie posiada duże pozycje własnościowe w kluczowych sektorach przemysłu (ropa naftowa, gaz ziemny, minerały, tarcica, owoce morza i słodka woda). Przemysł naftowy stanowi około jednej czwartej produktu krajowego brutto (PKB) kraju.

### Szwecja
W Szwecji wielki kompromis został popchnięty do przodu przez Saltsjöbadsavtalet, podpisane przez stowarzyszenia pracodawców i związków zawodowych w nadmorskim odosobnieniu Saltsjobaden w 1938 roku. Porozumienie to stworzyło podstawy dla skandynawskich stosunków przemysłowych w całym złotym wieku Europy. Szwedzki model kapitalizmu rozwijał się pod auspicjami Szwedzkiej Socjaldemokratycznej Partii Robotniczej, która przejęła władzę w 1932 roku i zachowała ją nieprzerwanie aż do 1976 roku. Początkowo w niewielkim stopniu różniący się od innych uprzemysłowionych krajów kapitalistycznych, rola państwa w zapewnianiu kompleksowej opieki społecznej i infrastruktury rozszerzała się po II wojnie światowej, aż do osiągnięcia w latach 50. szerokiego konsensusu socjalliberalnego.
W latach pięćdziesiątych XX wieku Olof Palme i premier Tage Erlander sformułowali podstawy szwedzkiej socjaldemokracji i tego, co stałoby się znane jako „model szwedzki”, czerpiąc inspirację nie z reformowanego socjalizmu, ale z amerykańskiego ekonomisty Johna Kennetha Galbraitha i liberalnych idei, które wyartykułował w The Affluent Society. Ideologiczne podstawy szwedzkiego „społeczeństwa zamożnego” opierały się na powszechnym państwie opiekuńczym, zapewniającym obywatelom bezpieczeństwo ekonomiczne, a jednocześnie promującym solidarność społeczną, co stanowiło zerwanie z wcześniejszymi pojęciami selektywnego zapewniania opieki społecznej w Szwecji. Szwedzki model charakteryzował się silnym ruchem robotniczym oraz integracyjnymi, finansowanymi ze środków publicznych i często administrowanymi publicznie instytucjami opieki społecznej.
Na początku lat 80. XX wieku model szwedzki zaczął cierpieć z powodu międzynarodowej nierównowagi, spadku konkurencyjności i ucieczki kapitału. W celu restrukturyzacji szwedzkiej gospodarki pojawiły się dwa przeciwstawne biegunowo rozwiązania: pierwsze z nich to przejście do socjalizmu poprzez socjalizację własności przemysłu, a drugie to zapewnienie korzystnych warunków dla tworzenia prywatnego kapitału poprzez przyjęcie neoliberalizmu. Model szwedzki został po raz pierwszy zakwestionowany w 1976 roku przez plan Rehn–Meidner promowany przez Landsorganisationen i Sverige i związki zawodowe, który miał na celu stopniową socjalizację szwedzkich przedsiębiorstw poprzez fundusze płacowe. Plan Meidnera miał na celu kolektywizację tworzenia kapitału w dwóch pokoleniach poprzez posiadanie przez fundusze płacowe dominujących udziałów w szwedzkich korporacjach na rzecz pracowników. Propozycja ta została poparta przez Olofa Palmego i przywódców partii socjaldemokratycznej, ale nie zyskała wystarczającego poparcia po zabójstwie Palmego i została pokonana przez konserwatystów w szwedzkich wyborach parlamentarnych w 1991 roku.
Po powrocie do władzy w 1982 r. partia socjaldemokratyczna odziedziczyła spowolnienie gospodarcze wynikające z zakończenia powojennego boomu. W latach 80. socjaldemokraci przyjęli politykę monetarystyczną i neoliberalną, deregulując przemysł bankowy i liberalizując walutę. Kryzys gospodarczy lat 90. spowodował nasilenie działań oszczędnościowych, deregulację i prywatyzację usług publicznych.

### Dania
Reformy opieki społecznej wyłoniły się z porozumienia Kanslergadeforliget z 1933 r. w ramach kompromisowego pakietu ratunkowego dla duńskiej gospodarki.

## Cechy uwspółcześnionego modelu nordyckiego[13]
- Szeroki zakres świadczeń socjalnych o charakterze uniwersalnym, mający na celu utrzymanie bezpieczeństwa materialnego obywateli, a co za tym idzie - podtrzymujący ład społeczno-gospodarczy.
- Kluczowa rola sektora publicznego w zakresie aktywnej polityki rynku pracy oraz prowadzenie polityki maksymalnego zatrudnienia z zachowaniem równouprawnienia, z uwzględnieniem celów inflacji i wzrostu gospodarczego.
- Tradycja historycznego konsensusu pomiędzy organizacjami związkowymi a stowarzyszeniami pracodawców (czyli kompromis między pracą i kapitałem).
- Wysoki poziom inwestycji w kapitał ludzki oraz badania i rozwój (R&D).
- Rozwinięta i utrwalona postać społeczeństwa obywatelskiego z daleko posuniętym egalitaryzmem społecznym oraz zaangażowaniem wspólnot lokalnych w życie społeczne i gospodarcze.
- Wysoki poziom zaufania do instytucji publicznych oraz społeczne przyzwolenie na wysokie obciążenia podatkowe.